# La Puebla de Montalbán
La Puebla de Montalbán es un municipio y localidad española de la provincia de Toledo, en la comunidad autónoma de Castilla-La Mancha. Conocido por ser el lugar de nacimiento del escritor Fernando de Rojas. Cuenta con una población de 7885 habitantes (INE 2023).

## Toponimia
El vocablo Montalbán deriva de monte albiganicum. Albiganus es una palabra de origen celta que designaba a las gentes de este pueblo. Otra teoría indica que Montalbán procede de monte albán o blanco. Esta acepción pudiera justificarse en las canteras de caliza que se dan en su término, en el paraje de La Calera.

## Geografía
La Puebla de Montalbán está situada en la vega del río Tajo y pertenece a las primeras estribaciones de los Montes de Toledo, con parajes de monte bajo. Se encuentra al oeste de la ciudad de Toledo. El término municipal está ubicado en la provincia de Toledo, perteneciente a la comunidad autónoma de Castilla-La Mancha. Pertenece a la comarca de Torrijos. Limita al este con las localidades de Polán y Gálvez, al norte con Carmena, Escalonilla y Burujón, al oeste con El Carpio de Tajo y al sur con el término de San Martín de Montalbán.

## Historia
La Puebla de Montalbán fue en tiempos capital del llamado señorío de Montalbán, donde se encuentra el castillo de Montalbán, que comprendería otros lugares, como San Martín de Montalbán, Menasalbas, Villarejo de Montalbán, El Carpio de Tajo y Mesegar de Tajo. Perteneció a los templarios, ya que el rey Alfonso VII se lo donó a esta orden militar en el siglo XII, pasando en 1308 a la Corona de Castilla con Fernando IV.
Más tarde, por donación de Alfonso XI, llegó a manos de Alfonso Fernández Coronel. En este castillo residió en diversas ocasiones el monarca Pedro I con su esposa-amante María de Padilla, a quien pasó como regalo del rey. Más tarde la propiedad de esta villa pasó a Álvaro de Luna, maestre de la Orden de Santiago y, tras su muerte, a su esposa Juana Pimentel, La Triste Condesa.
En tiempos de Enrique IV pasó a ser propiedad del también maestre de Santiago Juan Pacheco, marqués de Villena, quien hizo mayorazgo de Puebla de Montalbán para su hijo Alfonso Téllez Girón y sus sucesores, los que desde 1573 llevan el título de condes de la Puebla de Montalbán, actualmente dentro de la Casa de Osuna.
Hacia mediados del siglo XIX, la villa tenía contabilizada una población de 4436 habitantes. Aparece descrita en el decimotercer volumen del Diccionario geográfico-estadístico-histórico de España y sus posesiones de Ultramar de Pascual Madoz de la siguiente manera:

PUEBLA DE MONTALBAN: v. con ayunt. en la prov. y dióc. de Toledo (5 leg.), part. jud. de Torrijos (2), aud. terr. de Madrid (14), c. g. de Castilla la Nueva. sit. sobre el declive de una colina que forma 5 valles, es de clima benigno; reinan los vientos del O. y se padecen tercianas y catarros. Tiene 750 casas, algunas espaciosas y de dos pisos, pero todas de sólida construccion; hay casa de ayunt.; cárcel; un palacio del duque de Frias; un hospital de cortas rentas; escuela de niños dotada con 2,200 rs. de los fondos públicos á la que asisten 120; otra de niñas con 1,000 rs. de igual procedencia en la que se educan 60; una capilla dedicada al Smo. Cristo de la Caridad; un conv. de monjas fundado en 1604 por el cardenal Pacheco, natural de esta v.; edificio sólido y de bella arquitectura; igl. parr. (Ntra. Sra. de la Paz) con curato de término y de provision ordinaria, á la cual son anejos los l. de San Martin y Villarejo de Montalban; en los afueras un conv. de religiosos observantes, moderno y sin uso alguno en el dia; á su inmediacion la magnífica ermita de Ntra. Sra. de la Soledad, con arbolado y paseo en sus alrededores; en otros puntos otras 2 ermitas pequeñas con el título de San José y Sta. Lucía, y en una altura á un estremo el cementerio bien construido. Se surte de aguas potables en una fuente abundante y de buena construccion, y á otro estremo hay otra que sirve de lavadero. Confina el térm. por N. con el de Escalonilla; E. Carpio; S. San Martin de Montalban; O. Burujon, cuyos pueblos distan de 1 á 3 leg., y comprende el cot. red. de Alcubilete; la pequeña ermita de Melque que era la 3.ª bailía de los templarios; el cast. de Montalban, ya arruinado, famoso por la victoria ganada por D. Juan el II de Castilla; 20,000 pies de olivo, 10 huertas, varias Niñas y plantíos de frutales, en los que se distinguen los llamados Huertas del Arroyo del Bosque ó del Valle, y por último las deh. del Bosque Valdihuelo, Campillos, Rinconada, Torcon, Allozares, Albaladejo y Castrejon; los cas. de los Alcores, las Cuevas, Atarfa, Buzamba, Ruidero, Tacones, Valdepuercas, la Nava, Gualdo y la Florida, con 13,000 fan. de tierra, de las cuales estan destinadas al cultivo 6,710, y para pastos 6,350. Le baña el r. Tajo que pasa 1/2 leg. S. de pueblo en direccion de E. á O., dividiendo el térm. en dos partes por una linea de 1/2 leg., en cuyo curso tiene por afluentes los arroyos Torcois y Cedena; para su paso y comunicacion tiene un puente magnifico de 11 arcos, 957 pies de largo por 16 de ancho. El terreno es bueno en pastos y mediano para labor. Los caminos vecinales á los pueblos inmediatos. El correo se recibe en Toledo por balijero tres veces á la semana. prod.: trigo, cebada, algarrobas, garbanzos, vino, aceite, frutas y bortalizas; se mantiene ganado lanar, cabrío, de cerda y vacuno, y se cria caza de todas clases y la pesca del r. ind. y comercio: se trabaja mucho en esparto; otros vec. se emplean en la pesca del Tajo; hay 10 molinos de aceite; 3 harineros, una tahona, 6 alfares, un tejar, 2 tenerías y 2 caleras; se esportan los frutos del pais y se importa arroz, bacalao y telas de vestir en 4 tiendas de géneros; se celebra una feria el 20 de setiembre y un mercado semanal insignificante. pobl.: 1,113 vec., 4,436 alm. cap. prod.: 7.656,802 rs imp.: 227,420, en cuya suma figuran las utilidades graduadas a la colonia de Alcubilete por 6,000. contr.: 119,000. presupuesto municipal: 36,382, del que se pagan 4,400 al secretario por su dotacion, y se cubre con 39,121 por ingresos de los bienes de propios, que consisten en algunas tierras labrantías, una casa y tiendas para los abastos, quedando un sobrante de 2,739 reales.
Esta v. fue de señ. cab. del estado de Montalban incorporado hoy á la casa de Frias; es patria del cardenal Pacheco, que asistió al concilio de Trento; de Fernando de Rojas y de D. Francisco de Cepeda y Castro, autor de la obra titulada Derecho Público de España.
(Madoz, 1849, pp. 237-238)

## Demografía
Cuenta con una población de 8032 habitantes (INE 2024).
| Gráfica de evolución demográfica de La Puebla de Montalbán entre 1842 y 2021                                          |
| |
| Población de derecho según los censos de población del INE. Población de hecho según los censos de población del INE. |

## Economía
Su actividad principal es el del sector primario, la agricultura, destacando sobre todo los cultivos de melocotones y de albaricoques por los que La Puebla de Montalbán es conocida en toda la comarca. No obstante, también tiene una gran importancia la industria, especialmente la dedicada a las conservas, a los productos lácteos y al despiece porcino. Entre las industrias con mayor actividad de la localidad están Cidacos y Eurocentro de carnes S.A., ambas son empresas nacionales con plantas en La Puebla de Montalbán. Sin embargo, en La Puebla también hay empresas locales con gran renombre en la comarca como Quesos Corcuera S.L.
Asimismo, la localidad de La Puebla de Montalbán apuesta por la energía renovable. En 2016, la empresa Ingeteam renovó las placas fotovoltaicas que habían sido instaladas en 1994, siendo una de las plantas solares más antiguas de Europa. En la actualidad, la planta funciona a pleno rendimiento.
También destaca la industria artesanal,como la de bordados Esther Cordero, todo hecho artesanalmente.

## Administración

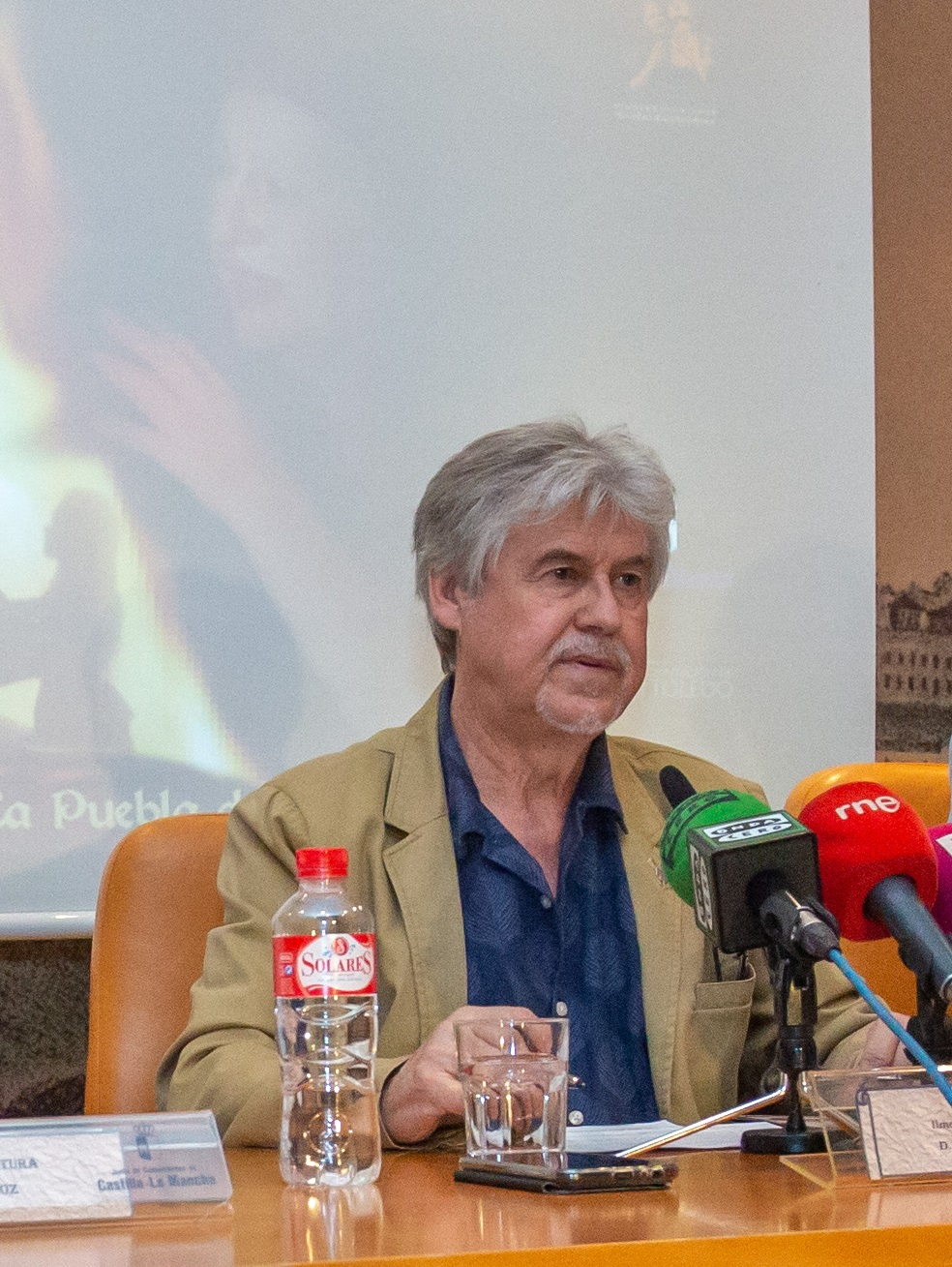
Ismael Pinel de la Cruz, alcalde de 2019 a 2023

| Periodo   | Nombre                                                | Partido            |
| --------- | ----------------------------------------------------- | ------------------ |
| 1979-1983 | Pablo Camacho García-Tenorio                          | UCD                |
| 1983-1987 | Juan Alfredo García-Tenorio Ronda Pedro García Flores | PSOE (dimisión) AP |
| 1987-1991 | Pedro García Flores                                   | AP                 |
| 1991-1995 | Juan José García Rodríguez                            | PSOE               |
| 1995-1999 | Juan José García Rodríguez                            | PSOE               |
| 1999-2003 | Juan José García Rodríguez                            | PSOE               |
| 2003-2007 | Juan José García Rodríguez                            | PSOE               |
| 2007-2011 | Araceli Ladera Díaz-Chirón                            | PSOE               |
| 2011-2015 | Juan Carlos Camacho Aguado                            | PP                 |
| 2015-2019 | Soledad de Frutos del Valle                           | PP                 |
| 2019-2023 | Ismael Pinel de la Cruz                               | PSOE               |
| 2023-act. | Soledad de Frutos del Valle                           | PP                 |

## Cultura

### Patrimonio

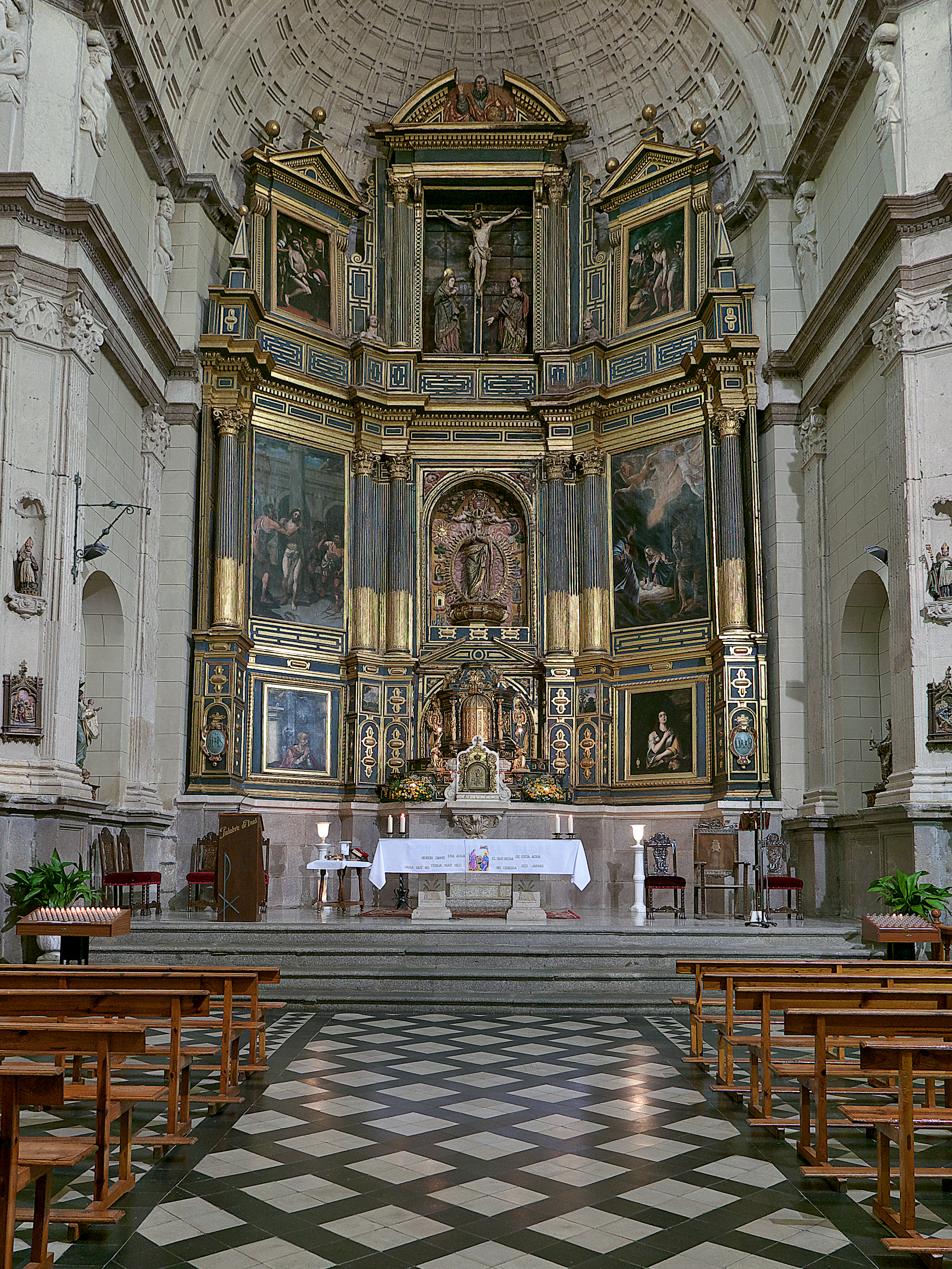
Retablo mayor del convento de las monjas concepcionistas

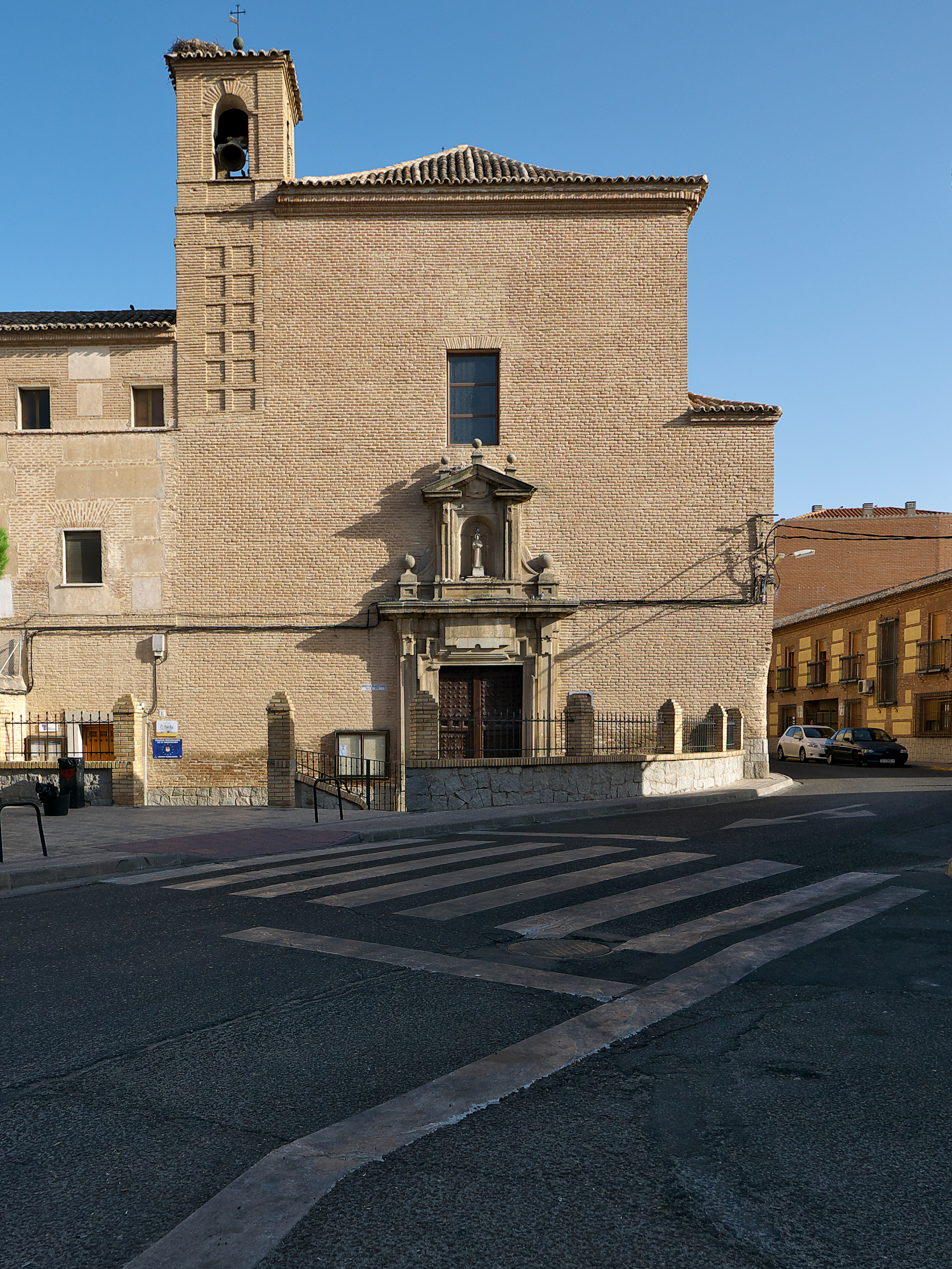
Convento franciscano
Construido en 1570 por orden de la hermana del cardenal Pacheco y su sobrino. Se erigió sobre unas antiguas casas que se encontraban a las afueras de la villa. Perteneciente al estilo del final del Renacimiento, quedó configurado como un santuario con las dependencias conventuales, incluido su claustro. En el conjunto conventual, destaca su iglesia de planta única que alberga un retablo dedicado a la Inmaculada Concepción. Debido a los estragos causados por la desamortización de Mendizábal y la guerra civil española, el convento sufrió un gran deterioro, pero conservó su estructura inicial. Desde 1878 se convirtió en un colegio regido por Misioneros Franciscanos de Filipinas. En 1879, gracias a una real orden se consiguió validar los estudios de este colegio. Tras la guerra civil española, continuó siendo un colegio hasta nuestros días. 
Convento de las monjas concepcionistas
Es un convento de cruz latina de una sola nave con coro a los pies y un crucero poco resaltado. Pertenece al renacimiento purista toledano del siglo XVI. Fue mandado construir por el cardenal Pacheco. En principio su finalidad era la de servir de mausoleo a la familia y al propio cardenal, pero el cardenal nunca fue enterrado allí. Como su propio nombre indica, hoy en día se trata de un convento de monjas concepcionistas. La parte de clausura del convento goza de un gran claustro y un coro con notable sillería. 

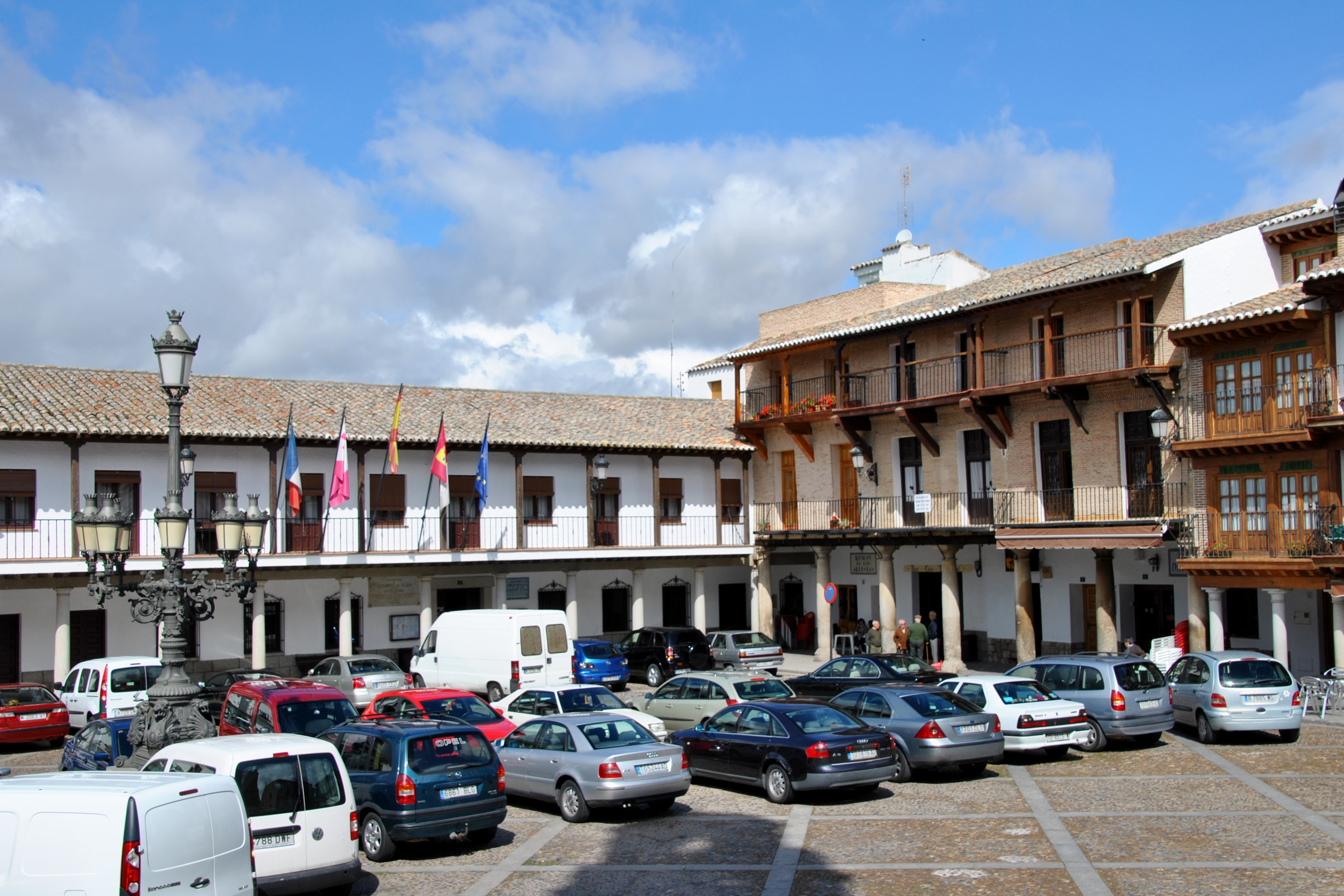
Plaza Mayor
Durante siglos, la Plaza Mayor ha sido el centro neurálgico de La Puebla. En esta plaza se celebran todo tipo de eventos como las fiestas patronales en honor del Cristo de la Caridad, mercados, bailes populares, obras de teatro, encierros de vaquillas, corridas de toros, etc. Se trata de una plaza típica castellana con soportales. En ella se encuentran algunos de los edificios más importantes de La Puebla, cabría destacar el Ayuntamiento, representando el poder político; justo enfrente está la Parroquia de Nuestra Señora de la Paz, representando el poder religioso, y el palacio de los Condes de Montalbán. El palacio fue el primer inmueble erigido en la plaza. Esta plaza fue considerada Bien de Interés Cultural en 2007. 
Ermita de Nuestra Señora de la Soledad

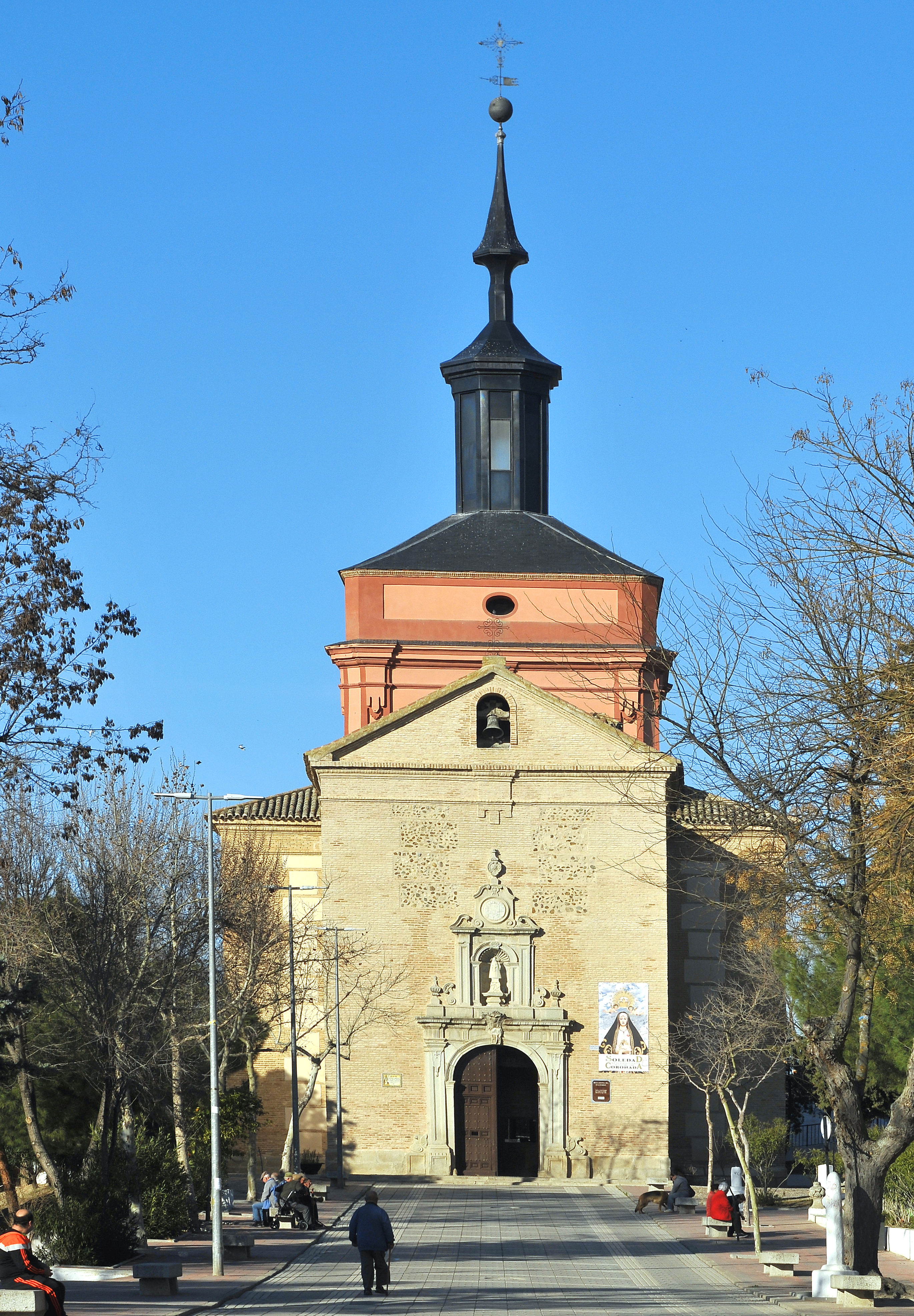
Ermita Nuestra Señora de la Soledad

Se trata de un edificio de ladrillo y sillería en las esquinas, con un cimborrio rosado rematado por un bello chapitel terminado en una aguja. Fue construida entre 1733 y 1743, de estilo barroco, y conserva pinturas al fresco sobre el coro, la cúpula y la capilla mayor. Dichas pinturas fueron hechas por los hermanos Alejandro y Luis González Velázquez. Destaca sobre todo su retablo en el que se utiliza la técnica pictórica del trampantojo. Asimismo, en esta ermita se encuentran diferentes tallas religiosas como la Virgen de la Soledad, por la cual recibe el nombre la ermita, el Cristo yacente, el Cristo atado a la columna y la Virgen de la Piedad. 
Ermita del Santísimo Cristo de la Caridad
La ermita fue fundada en 1532 por Juan Pacheco como Hospital de Caridad. Por medio de un portalón adintelado se accede a un gran patio en el centro de lo que fue el antiguo hospital. Al fondo, la entrada a la capilla donde se encuentra la imagen del Cristo de la Caridad, patrón de La Puebla de Montalbán. El retablo donde se encuentra la figura del Cristo de la Caridad es un notable monumento barroco de influencia churrigueresca. Lo más característico de este retablo es el color dorado que decora todos los detalles. 

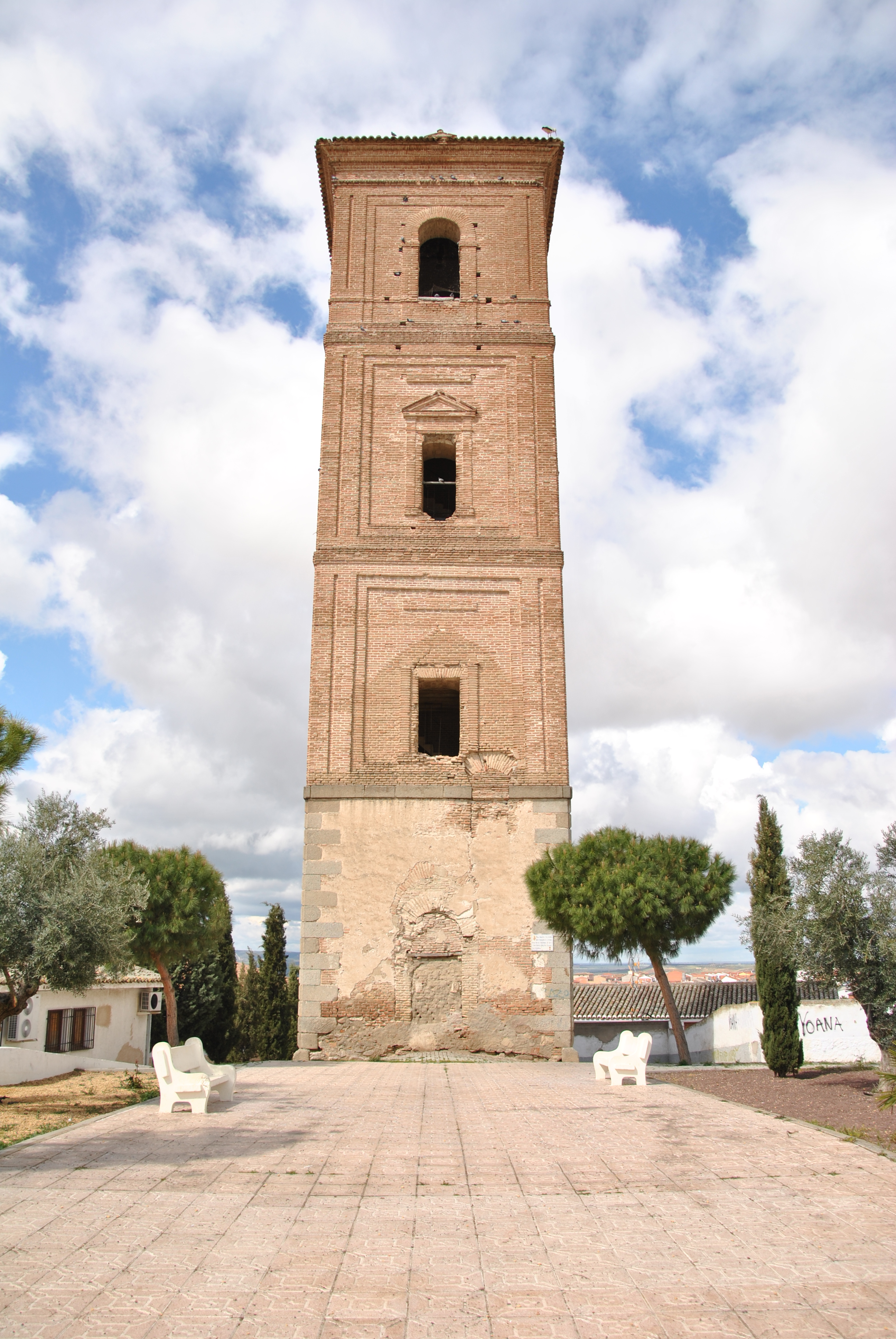
Torre de San Miguel
Tal vez el edificio más representativo de La Puebla y lo primero que se ve según nos aproximamos a la población, es resto de una antigua iglesia y cementerio, con cuatro cuerpos, del año 1604; es de ladrillo y sillares almohadillados en las esquinas del primer cuerpo y encima de la puerta.
Museo La Celestina

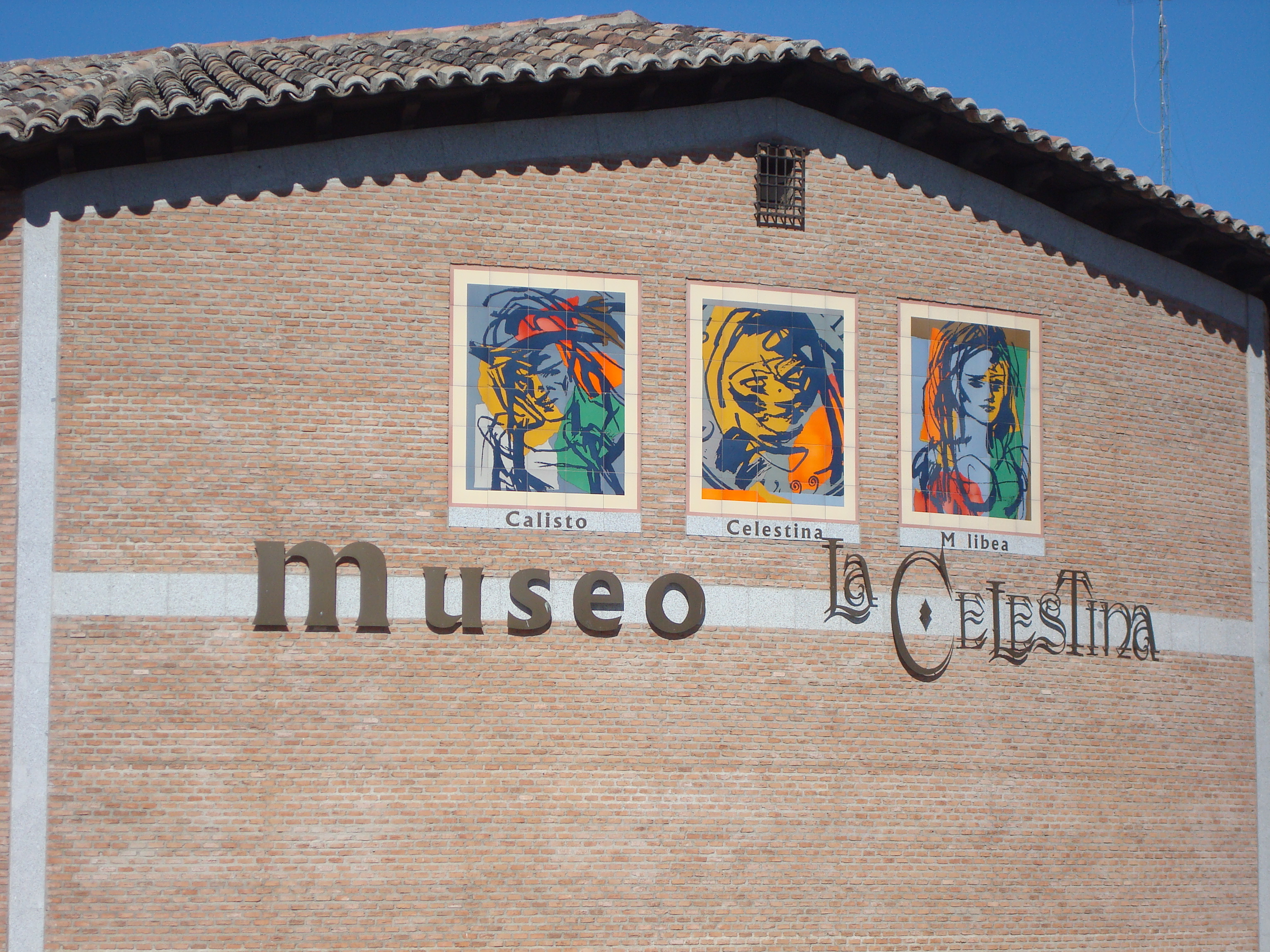
Museo de La Celestina

Este edificio ha tenido varias funciones a lo largo de la historia. Primero fue un hospital para los pobres, después pasó a ser un Colegio Libre Adoptado de Enseñanza Secundaria para señoritas y más tarde se convirtió en un museo. En 2003, se inauguró el museo bajo el nombre de La Celestina. Esta institución museística nace como homenaje a la conocida obra La Celestina y a su autor, Fernando de Rojas, hijo ilustre de la villa. El edificio cuenta con dos plantas que acogen varias salas en las que se documenta el contexto político social en el que fue escrita la obra. Además, hay varias exposiciones de fotografías antiguas y de cuadros de Teo Puebla. El museo también da cobijo a las exposiciones de artistas noveles. 
Palacio de los condes de Montalbán

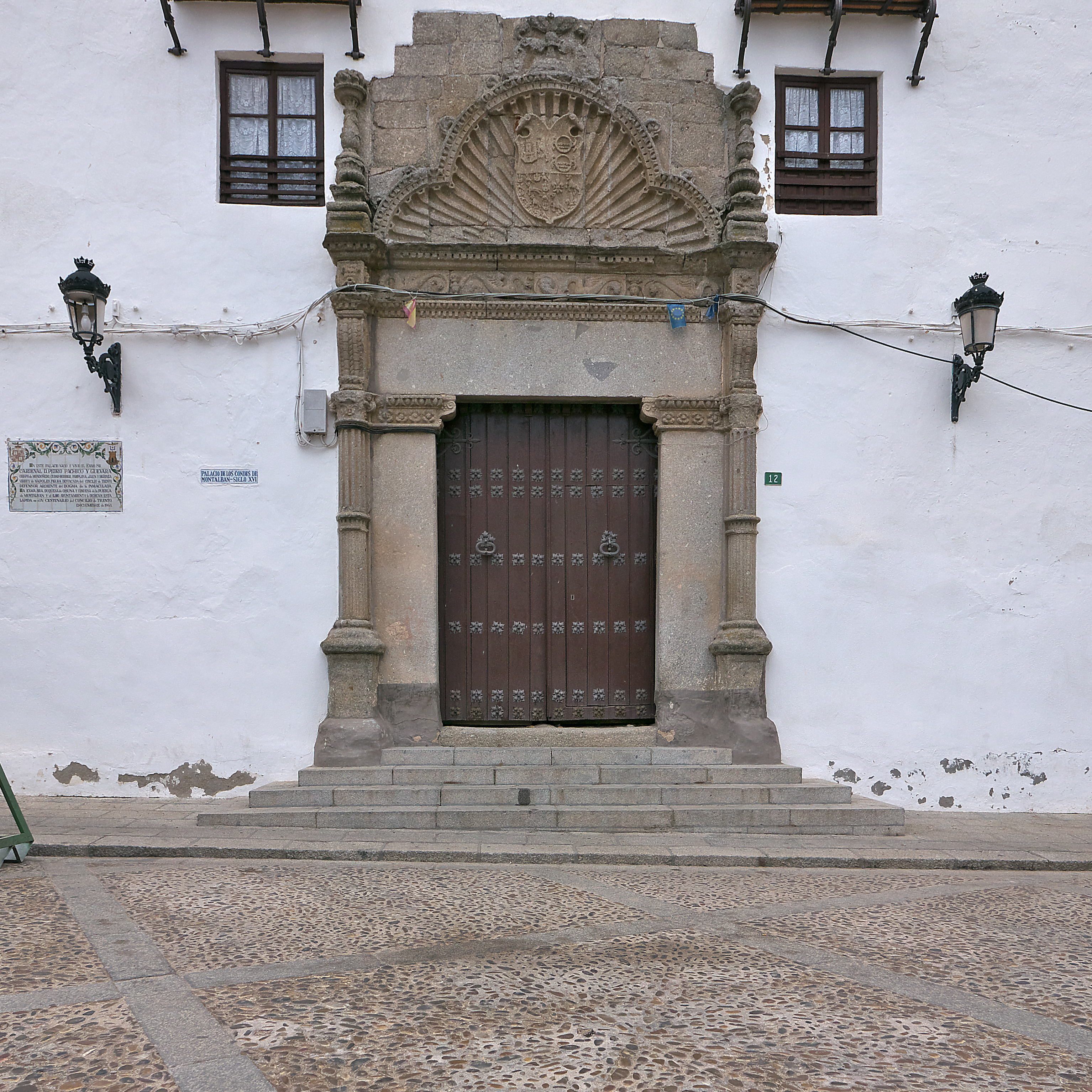
Pórtico del palacio de los condes de Montalbán

Construido en el siglo XVI, es de estilo renacentista purista. Destaca por su sobriedad, pureza de formas y la simetría de la fachada, con ventanas y balcones distribuidos simétricamente. Con una fachada toda blanca, resalta el pórtico principal, culminado con el escudo de los señores de Montalbán. En este palacio murió Diego Colón, hijo de Cristóbal Colón. En 1991 fue declarado Bien Cultural en la categoría de Monumento.

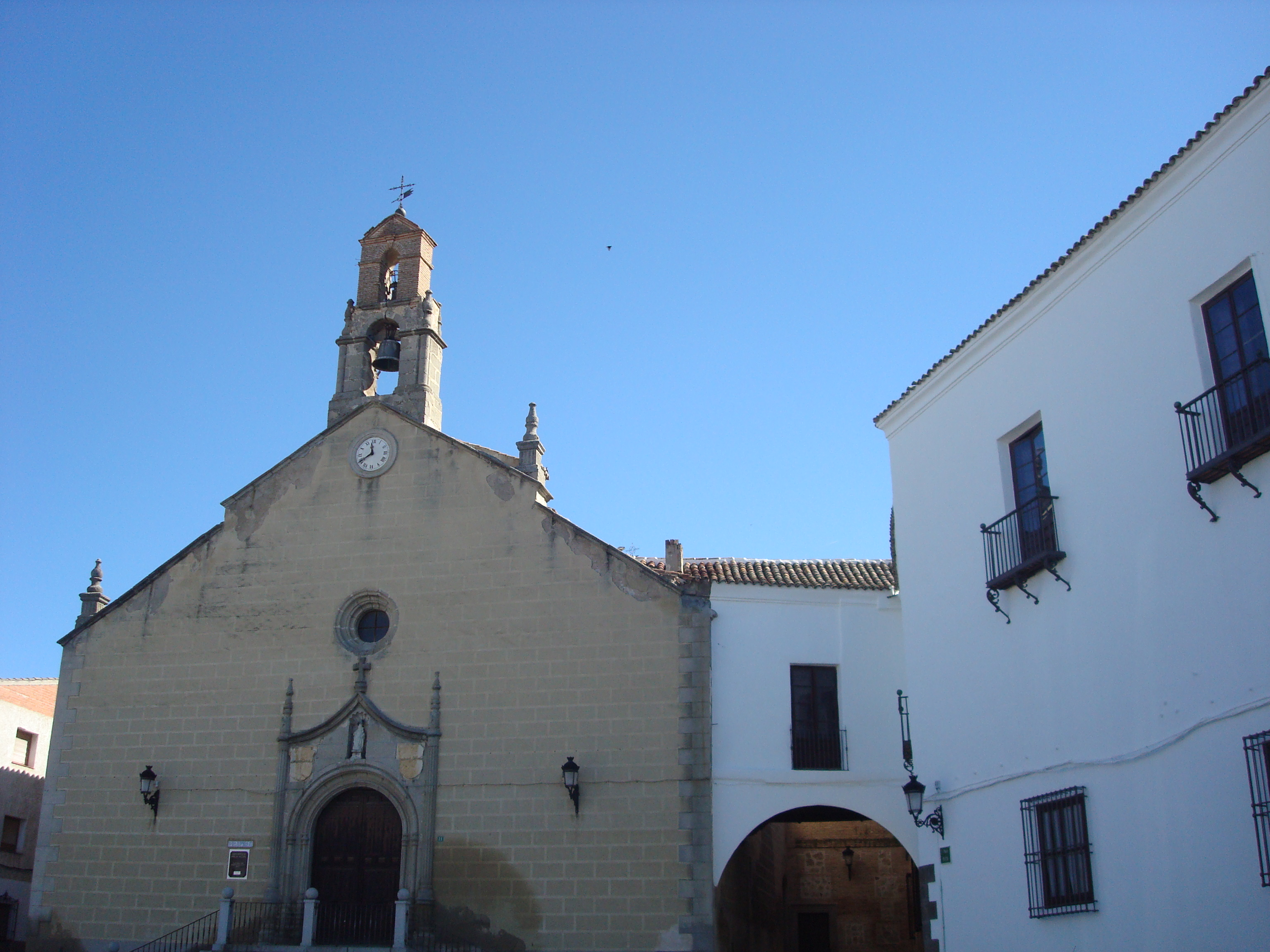
Iglesia de Nuestra Señora de la Paz
Construida en el primer tercio del siglo XV en honor de la Virgen de la Paz, patrona de la localidad. Hasta 1653, el papa Inocencio no reconoció a la Virgen de la Paz como patrona de la iglesia parroquial y de La Puebla de Montalbán. Esta parroquia es de planta basilical de tres naves separadas por columnas de piedra. La nave central y las naves laterales están cubiertas con artesonado mudéjar. El retablo está decorado con varios cuadros de autores desconocidos que representan a la Anunciación, la Visitación de los Reyes Magos y justo encima de la talla de la Virgen de la Paz está un magnífico cuadro del Arcángel San Miguel. En el exterior, cabe destacar su fachada de granito donde hay una hornacina con la imagen de piedra de la patrona, dos escudos a los lados, destrozados intencionadamente, un óculo en la parte central, un reloj en la parte superior y una espadaña, sitio predilecto para las cigüeñas.
Ermita del Santísimo Cristo del Perdón
Se construyó en honor del Cristo del Perdón. En el interior, se encuentra una hornacina renacentista que da cobijo a la figura de un Cristo muerto crucificado de tres clavos. Esta ermita destaca por sus pequeñas dimensiones.
Estatua de Fernando de Rojas
En una plazoleta cercana a la Plaza Mayor, se encuentra la estatua de Fernando de Rojas. Se trata de una estatua sedente de granito sobre un pedestal, que incluye una inscripción que dice «Reliquia de los restos de Fernando de Rojas», dichas reliquias fueron donadas por una localidad vecina, Talavera de la Reina.
Ermita de San José
Custodia la imagen de San José y el niño Jesús. En la antigüedad, esta ermita custodiaba también la imagen de la virgen de Melque, pero dicha imagen se destruyó durante la guerra civil española. Tanto la ermita como el retablo datan del siglo XVIII. En la hornacina central del retablo se sitúan las figuras de San José y el Niño, aunque ambas son de moderna ejecución puesto que las originales se destruyeron a consecuencia de la guerra civil. 
Puente del Tajo

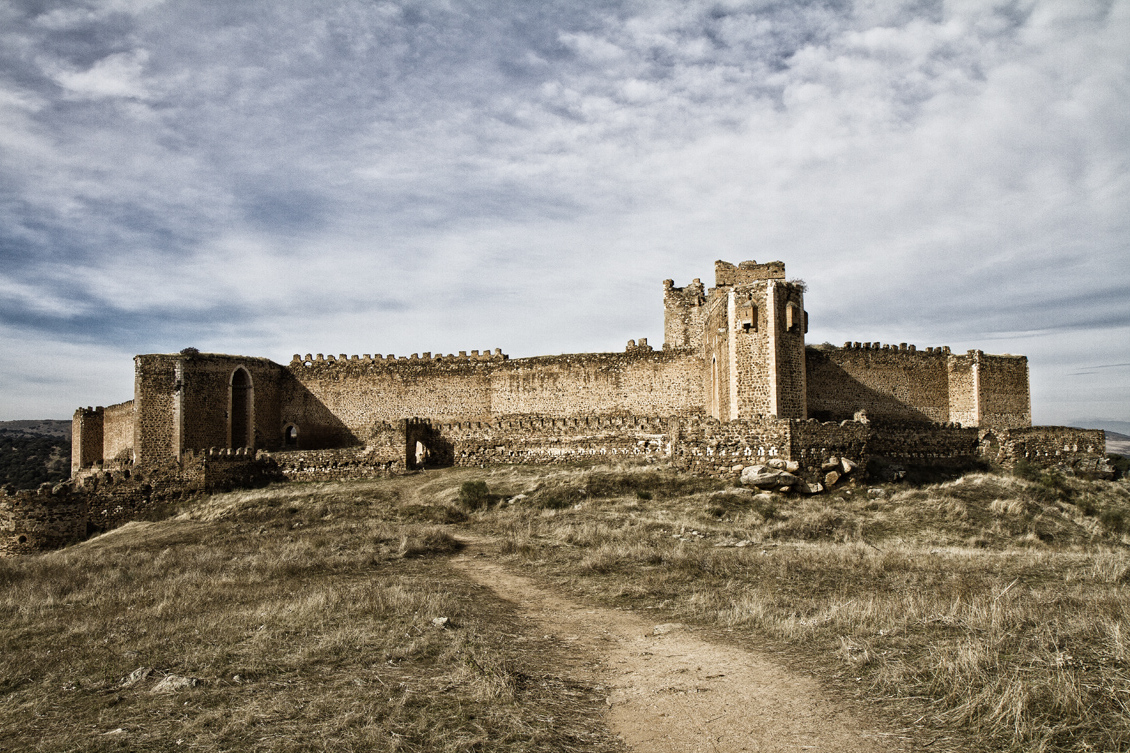
Castillo de Montalbán

Sobre el río Tajo se observa un puente con once ojos, construido en el siglo XVI y reformado en el XVII.
La Rinconada de Tajo
Es una EATIM situada a 9 kilómetros del municipio, a la vega del río Tajo que fue creada en la década de 1950 por el Instituto Nacional de Colonización. Posee su propio ayuntamiento, aunque la conservación, limpieza y mantenimiento corresponden al ayuntamiento de La Puebla de Montalbán.
Barrancas de Burujón

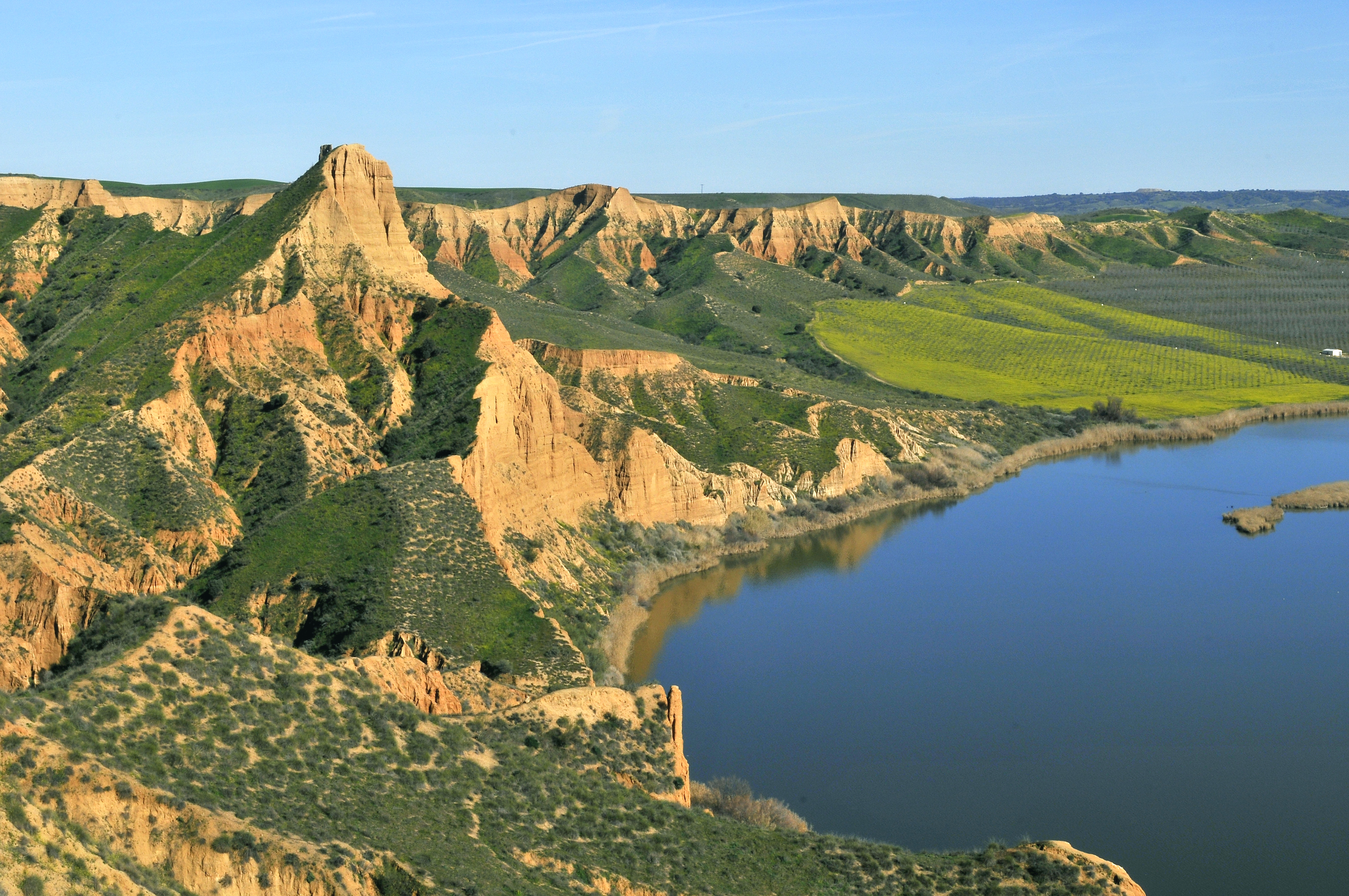
Las barrancas de Burujón

Ubicadas a unos ocho kilómetros de La Puebla de Montalbán, se trata de un espacio natural formado por el Embalse de Castrejón a un lado y los barrancos de piedra arcillosa rojiza al otro, un paisaje que recuerda al Gran Cañón de Colorado. Fueron declaradas Monumento natural en 2010.

### Fiestas
Cristo de la Caridad
Del 14 al 18 de julio, en honor del Santísimo Cristo de la Caridad, cuya talla se encuentra en la ermita del Cristo de la localidad. Estas fiestas se celebran desde el 16 de julio de 1598, en virtud del voto hecho por este pueblo al Cristo de la Caridad cuando se declaró una peste bubónica que casi despobló esta villa. Aparte de la procesión el 16 de julio en honor del Cristo de la Caridad, se celebran otros actos lúdicos como: la vaca del aguardiente, encierros por diversas calles de la localidad y la tradicional vaca enmaromada, llamada así porque lleva una maroma atada a los cuernos, para el mejor control de la misma por los mozos. Además, hay actos culturales como la tradicional verbena en la cuesta de la Cé el 14 de julio y las actuaciones de asociaciones de la localidad como Nueva Era Teatro, Liberaelarte, A.C Semillas del Arte o Unión Musical La Puebla de Montalbán. 
Virgen de la Paz
Cuenta la leyenda que el 24 de enero de 1085 Alfonso VI pasó cerca de esta localidad cuando fue a conquistar Toledo y los habitantes salieron a saludarle llevando con ellos la imagen de la Virgen. Alfonso VI al verlos acercarse dijo “Aquestos viene en son de paz”. A partir de ese día, la Virgen recibió el nombre de la Virgen de la Paz y fue venerada por todos los pueblanos. Desde entonces, se celebra el 24 de enero, en honor de la Virgen de la Paz, cuya talla se encuentra en la parroquia del mismo nombre. 
Semana Santa
En los días de Semana Santa se celebran distintas procesiones, en especial el Jueves Santo la procesión del Silencio en la que participan 5 pasos (Jesús de Medinaceli, Cristo atado a la Columna, Ecce Homo, Cristo de la Cruz a Cuestas, Cristo de la Expiración y Virgen de los Dolores) y 4 cofradías, y el Viernes Santo la Solemne Procesión del Santo Entierro donde participan 4 pasos (San Juan Evangelista, la Virgen de las Angustias, Santo Sepulcro y la Virgen de la Soledad) con 2 cofradías.
La Unión de Cofradías y Hermandades de Semana Santa de La Puebla de Montalbán se encarga de la preparación de las procesiones y otros actos en Semana Santa. 

### Festivales
Festival de La Celestina
Se celebra del 17 al 26 de agosto, desde el año 1999, dedicado a Fernando de Rojas y su principal obra, La Celestina, de la cual toma su nombre. Son unas fiestas relativamente jóvenes pero ya muy arraigadas y conocidas en la provincia de Toledo. Las fiestas se caracterizan por los lugares donde se desarrollan las representaciones teatrales (cuevas) y que se encuentran en diferentes zonas del pueblo.
La representación más importante se celebra en la Plaza Mayor, recorriendo parte de las calles del pueblo hasta llegar a la torre de San Miguel, donde finaliza la representación llena de colorido a pesar de las horas, ya que se celebra en la nocturnidad. Este acto es de bien cultural y totalmente gratuito. El precio de las representaciones en las cuevas es singular, puesto que es para el mantenimiento de las mismas y cubrir costes de interpretación de alguno de los actores principales profesionales, pues la mayoría son gente del pueblo y representan la obra ellos mismos. Las entradas del festival se ponen a la venta en el Museo de La Celestina.  Aunque hay muchas representaciones, la capacidad de las cuevas, de 10 a 15 personas, imposibilita mayor afluencia de público. 
Festival del Cine y la Palabra (CiBRA)
Este festival es único en su especie porque premia no solo al cine, sino también a la literatura. Nació en 2009 en La Puebla de Montalbán y junto con la colaboración de diversas instituciones de Toledo ya ha albergado once ediciones. En este festival participan varias asociaciones culturales pueblanas como Nueva Era Teatro y Liberaelarte, así como los centros educativos de La Puebla, IES Juan de Lucena y el CEIP Fernando de Rojas. 

### Folclore
La Puebla de Montalbán es una localidad a la que le gusta mucho el folclore, por ello en 1971 nace el grupo folclórico Semillas del Arte. Nace gracias a la iniciativa de un grupo de pueblanos y la aportación de sus dos pilares fundamentales: el sacerdote Benjamín Bustamante Madrid y el coreógrafo Juan José Linares Martiáñez. Su principal objetivo es dar a conocer La Puebla a través de la danza. Además, a lo largo de estos años han publicado varios DVD y un libro titulado Los de la varita.

## Medios de comunicación
En esta localidad se publica cada cierta asiduidad una revista cultural llamada Crónicas. Escrita por la Asociación Cultural Las cumbres de Montalbán. En ella, los pueblanos pueden leer acerca de la historia del pueblo y de datos interesantes sobre él. La iniciativa de esta asociación a escribir una revista surgió en 2006, año en el que se publicó la primera revista. Además, La Puebla cuenta con una radio local llamada Radio Puebla que se encarga de retransmitir a los pueblanos todo lo que pasa en la localidad y entrevista a personajes del orden público de la localidad. Esta radio se creó en 2005.

## Deportes

### Club Deportivo Puebla
El Club Deportivo Puebla, con cerca de cincuenta años de antigüedad, es el principal equipo de fútbol federado de la población, compitiendo actualmente en primera autonómica, y en liga provincial en categoría juvenil. El C.D. Puebla juega en el campo de fútbol  Fernando de Rojas, inaugurado en enero de 2018 con la presencia del exentrenador de la selección española de fútbol, Vicente del Bosque.
El Ayuntamiento colabora con el C.D. Puebla económica y deportivamente. Respecto a la aportación económica, el Ayuntamiento recoge en sus presupuestos anuales una partida que ayuda al normal funcionamiento de este club deportivo.
En cuanto a la colaboración deportiva, el C.D Puebla utiliza las instalaciones del campo de fútbol Fernando de Rojas y, a través de un convenio firmado con las Escuelas Deportivas, se nutre de los deportistas que militan en las categorías cadete e infantil.

### Carrera de San Silvestre
La San Silvestre de La Puebla de Montalbán, que se celebra todos los años a finales de diciembre, en la que todos los años corren un buen número de deportistas de élite, además de una gran parte de la población.

## Poblaciones hermanadas
- Vert-Saint-Denis (Francia)